# Richard Štochl
Richard Štochl (Nagymihály, 1975. december 17. –) szlovák válogatott kézilabdakapus.

## Pályafutása

### Klubcsapatban
Richard Štochl szülővárosának csapatában, a Zempmilk Michalovcéban kezdte pályafutását. 1994-ben, tizennyolc éves korában igazolt a Tatran Prešov csapatához. 1998-ban a VSŽ Košice játékosa lett, a csapattal bajnok és kupagyőztes lett az 1998-1999-es szezon végén. 1999 novemberében csatlakozott az ŠKP Sečovcéhoz, itt ugyancsak bajnoki címet és kupagyőzelmet ünnepelhetett. 2001-től nyolc éven át Magyarországon, a Dunaferr KC és rövid ideig a Veszprémben játszott. Ezt követően a szlovén Celjéhez írt alá, a szlovén klubbal 2010-ben bajnokságot nyert. Egy szezont követően a francia Montpellier Handball játékosa lett, a kikötővárosiakkal 2011-ben és 2012-ben francia bajnok, 2012-ben kupagyőztes is lett. 2012 nyarán az orosz Csehovszkije Medvegyi szerződtette, de ott csak egy szezont töltött, mert a klubnak pénzügyi nehézségei támadtak. Štochl az ukrán Motor Zaporizzsjában folytatta pályafutását. 2015 októberében a német Rhein-Neckar Löwen igazolta le, de december 31-én felbontották a szerződését.
2016 nyarán újra Magyarországra igazolt, az Eger-Eszterházy SzSE csapatához.

### A válogatottban
A szlovák nemzeti csapatban, 260 nemzetközi mérkőzésen játszott és hét gólt ért el. Világbajnokságon 2009-ben és 2011-ben, Európa-bajnokságon pedig 2006-ban, 2008-ban és 2012-ben vett részt.

## Sikerei, díjai
VSŽ Košice
- Szlovák bajnok 1999-ben
- Szlovák kupagyőztes 1999-ben

ŠKP Sečovce
- Szlovák bajnok 2000-ben és 2001-ben

RK Celje
- Szlovén bajnok 2010-ben
- Szlovén kupagyőztes 2010-ben

Montpellier HB
- Francia bajnok 2011-ben és 2012-ben
- Francia kupagyőztes 2012-ben

Csehovszkije Medvegyi
- Orosz bajnok 2013-ban
- Orosz kupagyőztes 2013-ban

Motor Zaporizzsja
- Ukrán bajnok 2014-ben